# Torrejón del Rey
Torrejón del Rey község Spanyolországban, Guadalajara tartományban. Torrejón del Rey Galápagos, Valdeaveruelo, Valdeavero, Ribatejada és Fresno de Torote községekkel határos. Lakosainak száma 6324 fő (2024).

## Népesség
A település népessége az utóbbi években az alábbiak szerint változott:
| Lakosok száma | 1366 | 2341 | 3509 | 4826 | 5041 | 5150 | 5160 | 5434 | 5892 | 6324 |
|               | 2001 | 2004 | 2006 | 2009 | 2011 | 2014 | 2016 | 2019 | 2021 | 2024 |